# 共同名单
共同名单（希伯來語：הרשימה המשותפת，HaReshima HaMeshutefet，羅馬化：al-Qa'imah al-Mushtarakah）是以色列的一个已不存在的左翼政党联盟，主要代表阿拉伯裔以色列人利益。

## 歷史
该联盟成立于2015年1月23日，由和平与平等民主阵线（哈达什）、阿拉伯复兴运动（塔阿勒）、联合阿拉伯名单（拉阿姆）和民族民主联盟（巴拉德）四党组成。该联盟在2015年以色列立法选举中排名第三，获得13个议会席位。2019年1月，联合阿拉伯名单退出该联盟；同年2月21日，该联盟解散。
在2019年4月以色列议会选举中，和平与平等民主阵线和阿拉伯复兴运动联合参选，得6席；联合阿拉伯名单和民族民主联盟联合参选，得4席；不過該次選出的議會因為組閣失敗而被解散重選。
同年6月，该聯盟重建，並在2019年9月以色列議會選舉當中取得13席，在選後，共同名單多數議員都支持中間派的甘茨擔任總理`,但巴拉德的議員則選擇不提名，結果議會仍然未能籌組出政府的情況下再度被解散。
2020年以色列議會選舉，共同名單取得15席，是有史以來最好的成績，並且成為議會中的第三大黨，原本共同名單支持的甘茨已經取得過半數議員支持，準備籌組政府，但因為甘茨陣營中有議員反對與共同名單合作以及受到2019年冠狀病毒病的疫情影響，甘茨改以大聯合政府的方式籌組內閣，共同名單仍然是在野黨。
但大聯合政府長期意見不合，最終在財政預算案未能通過之下倒台，以色列又要再進行選舉，在2021年以色列議會選舉中，共同名單出現了分裂，巴拉德和立場傾向保守派的拉阿姆退出了共同名單，但巴拉德很快又重新加入，而拉阿姆則自己組成名單參選。與此同時，阿拉伯民主黨退選，並加入共同名單。最終共同名單只取得6席，拉阿姆則取得4席。